# Pierwoskrzelne
Pierwoskrzelne (Protobranchia) – tradycyjnie wyróżniana podgromada małży (Bivalvia). Kryterium kwalifikacji małży do tej podgromady jest budowa ich narządu oddechowego, czyli skrzeli. Są one proste, dwupłatowe, krótkie, z rzędami listkowatych wyrostków pokrytych licznymi rzęskami wywołującymi ruch wody w jamie płaszczowej od tyłu ku przodowi ciała. 
Pierwoskrzelne znane są ze skamieniałości kambryjskich. Mają budowę najbardziej prymitywną wśród małży. Ich muszle są w zarysie trójkątne lub owalne, z perłową lub porcelanową warstwą wewnętrzną. Mierzą zwykle mniej niż 30 mm. 
Gatunki zaliczane do tej podgromady występują tylko w morzach pełnosłonych, w osadach dennych lub na ich powierzchni, zarówno w wodach płytkich jak i bardzo głębokich.
Współcześnie żyjące pierwoskrzelne grupowane są w dwóch rzędach, dla których za kryterium podziału przyjęto wykształcenie zamka: 
- Nuculoida (zamek z licznymi ząbkami) – z rodzinami Nuculidae i Nuculanidae,
- Solemyoida (zamek bez ząbków).

W alternatywnej klasyfikacji (Newell, 1965) Protobranchia nie występuje – Nuculoida zaliczany jest do podgromady Palaeotaxodonta, a Solemyoida do Cryptodonta. Badania Giribeta i Wheelera również nie potwierdzają taksonu Protobranchia. Zamiast tego sugerują podział tej grupy zwierząt na monofiletyczne Solemyoidea, Nuculoidea i Nuculanoidea. Ze względu na dotychczasowy brak potwierdzenia dla takiej hipotezy w większości publikacji nadal wyróżnia się pierwoskrzelne w randze podgromady.
Według najnowszych systemów klasyfikacji Protobranchia dzieli się na 3 rzędy żyjące współcześnie oraz 1 rząd wymarłych małży:
- Afghanodesmatida †
- Nuculanoida
- Nuculida
- Solemyoida